# Handball-DDR-Oberliga (Männer) 1988/89
Die Handball-DDR-Oberliga der Männer 1988/89, die höchste Spielklasse im Hallenhandball der DDR dieser Saison, diente der Ermittlung des 39. DDR-Meisters in dieser Sportart.

## Saisonverlauf
Von der Saison 1988/89 an wurde die DDR-Oberliga mit zwölf Mannschaften betrieben. Da es in der Vorsaison nur einen Absteiger gegeben hatte, wurden die restlichen neun Mannschaften um drei Aufsteiger aus der zweitklassigen DDR-Liga ergänzt. Zwei Teams mussten an Saisonende wieder absteigen, das waren die beiden Neulinge Lokomotive RAW Cottbus und die Spielgemeinschaft Lok/Motor Süd-Ost Magdeburg. Nach vierzehn Jahren holten sich die Armeehandballer des ASK Vorwärts Frankfurt zum vierten Mal den Hallenmeistertitel. Dies verdankten sie vor allem ihrer Abwehr, die ebenso wie beim Tabellenvierten SC Leipzig nur 427 Gegentore zuließ. Der Titelverteidiger SC Magdeburg kam auf Platz zwei. Er hatte mit 564:462 die beste Tordifferenz in der Oberliga, aber zwei Punkte weniger als der neue Titelträger. Die zwei Zähler verschenkten die Magdeburger im letzten Saisonspiel bei der 23:24-Auswärtsniederlage in Frankfurt (Oder). Hinter dem üblichen Sportclub-Fünferblock wurde Motor Eisenach wie im Vorjahr wieder beste Betriebssportgemeinschaft. Die BSG-Mannschaften eroberten von den Sportclubs 27 Punkte (≈ 19 %). Solch eine Ausbeute gab es auch in der Relation zum bisherigen Zehnerfeld noch nie. Auf den Plätzen fünf und sechs sowie zehn und elf, hatten die Mannschaften die gleiche Punktzahl erreicht, über die endgültige Platzierung entscheiden die Spiele gegeneinander.

## Tabellen

### Abschlusstabelle
| Pl. | Mannschaft                          | Sp. | S  | U | N  | Tore    | Punkte |
| --- | ----------------------------------- | --- | -- | - | -- | ------- | ------ |
| 1.  | ASK Vorwärts Frankfurt              | 22  | 17 | 2 | 3  | 500:427 | 36:80  |
| 2.  | SC Magdeburg (M)                    | 22  | 17 | 0 | 5  | 564:462 | 34:10  |
| 3.  | SC Empor Rostock (P)                | 22  | 15 | 3 | 4  | 556:516 | 33:11  |
| 4.  | SC Leipzig                          | 22  | 14 | 0 | 8  | 464:427 | 28:16  |
| 5.  | SC Dynamo Berlin                    | 22  | 9  | 4 | 9  | 497:470 | 22:22  |
| 6.  | BSG Motor Eisenach                  | 22  | 9  | 4 | 9  | 464:481 | 22:22  |
| 7.  | BSG Post Schwerin                   | 22  | 9  | 3 | 10 | 456:466 | 21:23  |
| 8.  | SG Dynamo Halle-Neustadt            | 22  | 7  | 6 | 9  | 441:460 | 20:24  |
| 9.  | BSG Wismut Aue                      | 22  | 8  | 1 | 13 | 451:511 | 17:27  |
| 10. | SG Stahl Brandenburg/Kirchmöser (N) | 22  | 5  | 2 | 15 | 459:503 | 12:32  |
| 11. | BSG Lokomotive RAW Cottbus (N)      | 22  | 4  | 4 | 14 | 439:478 | 12:32  |
| 12. | SG Lok/Motor Süd-Ost Magdeburg (N)  | 22  | 2  | 3 | 17 | 422:512 | 07:37  |

Legende:

 DDR-Meister und Teilnehmer am Europapokal der Landesmeister 1989/90

 FDGB-Pokalsieger und Teilnehmer am Europapokal der Pokalsieger 1989/90

 Teilnehmer am IHF-Pokal 1989/90
  Absteiger in die DDR-Liga 1989/90

(M) DDR-Meister 1988,
(P) FDGB-Pokalsieger 1988,
(N) Aufsteiger aus der DDR-Liga 1987/88

### Kreuztabelle
| 1988/89 19. November 1988 – 29. April 1989 | 1988/89 19. November 1988 – 29. April 1989 | ASK Vorwärts Frankfurt | SC Magdeburg | SC Empor Rostock | SC Leipzig | SC Dynamo Berlin | BSG Motor Eisenach | BSG Post Schwerin | SG Dynamo Halle-Neustadt | BSG Wismut Aue | SG Stahl Brandenburg/Kirchmöser | BSG Lokomotive RAW Cottbus | SG Lok/Motor Süd-Ost Magdeburg |
| ------------------------------------------ | ------------------------------------------ | ---------------------- | ------------ | ---------------- | ---------- | ---------------- | ------------------ | ----------------- | ------------------------ | -------------- | ------------------------------- | -------------------------- | ------------------------------ |
| 01.                                        | ASK Vorwärts Frankfurt                     |                        | 24:23        | 32:20            | 21:17      | 23:22            | 26:17              | 22:14             | 28:19                    | 22:18          | 28:20                           | 24:18                      | 26:17                          |
| 02.                                        | SC Magdeburg                               | 31:19                  |              | 30:24            | 26:20      | 25:17            | 25:19              | 23:21             | 25:16                    | 39:23          | 28:13                           | 28:18                      | 32:20                          |
| 03.                                        | SC Empor Rostock                           | 21:18                  | 27:19        |                  | 22:26      | 27:20            | 27:25              | 24:23             | 28:22                    | 27:20          | 26:25                           | 32:25                      | 23:17                          |
| 04.                                        | SC Leipzig                                 | 15:18                  | 18:21        | 21:26            |            | 21:19            | 23:15              | 22:16             | 20:19                    | 27:14          | 29:21                           | 22:19                      | 21:12                          |
| 05.                                        | SC Dynamo Berlin                           | 20:24                  | 22:26        | 22:26            | 24:26      |                  | 25:20              | 17:17             | 22:22                    | 25:12          | 25:21                           | 26:22                      | 31:10                          |
| 06.                                        | BSG Motor Eisenach                         | 19:19                  | 24:23        | 26:26            | 20:19      | 26:27            |                    | 22:15             | 22:17                    | 28:24          | 24:23                           | 19:19                      | 23:21                          |
| 07.                                        | BSG Post Schwerin                          | 21:20                  | 21:20        | 21:21            | 20:15      | 22:21            | 23:21              |                   | 16:16                    | 24:23          | 27:25                           | 23:17                      | 29:20                          |
| 08.                                        | SG Dynamo Halle-Neustadt                   | 19:19                  | 23:19        | 21:23            | 21:23      | 17:23            | 15:12              | 25:21             |                          | 20:17          | 24:19                           | 19:18                      | 24:24                          |
| 09.                                        | BSG Wismut Aue                             | 19:24                  | 24:28        | 27:25            | 20:14      | 20:27            | 24:20              | 27:22             | 20:19                    |                | 20:16                           | 20:20                      | 22:19                          |
| 10.                                        | SG Stahl Brandenburg/Kirchmöser            | 19:22                  | 24:25        | 28:29            | 18:19      | 17:25            | 22:22              | 21:18             | 22:22                    | 21:19          |                                 | 19:16                      | 21:10                          |
| 11.                                        | BSG Lokomotive RAW Cottbus                 | 19:20                  | 20:22        | 23:27            | 18:22      | 18:18            | 19:20              | 22:21             | 19:19                    | 26:19          | 22:20                           |                            | 21:17                          |
| 12.                                        | SG Lok/Motor Süd-Ost Magdeburg             | 19:21                  | 24:25        | 25:25            | 17:24      | 19:19            | 19:20              | 21:20             | 20:22                    | 18:19          | 23:24                           | 21:20                      |                                |

### Torschützenliste
|     | Spieler             | Verein                         | Tore / 7 m |
| --- | ------------------- | ------------------------------ | ---------- |
| 01. | Rüdiger Borchardt   | SC Empor Rostock               | 141 / 41   |
| 02. | Henning Stapf       | SG Lok/Motor Süd-Ost Magdeburg | 129 / 53   |
| 03. | Frank-Michael Wahl  | SC Empor Rostock               | 126 / 24   |
| 04. | Jürgen Querengässer | SC Dynamo Berlin               | 117 / 46   |
| 05. | Georg Rothenburger  | BSG Wismut Aue                 | 110 / 22   |
| 06. | Detlef Henkel       | BSG Motor Eisenach             | 105 / 61   |
| 07. | Holger Winselmann   | SC Magdeburg                   | 103 / 0–   |
| 08. | Olaf Pleitz         | ASK Vorwärts Frankfurt         | 102 / 41   |
| 09. | Ralf Bausch         | BSG Wismut Aue                 | 096 / 0–   |
| 10. | Michael Ring        | SG Dynamo Halle-Neustadt       | 094 / 03   |
| 11. | Heiko Triepel       | SC Magdeburg                   | 090 / 16   |

### Zuschauer
In 132 Spielen kamen 173.400 Zuschauer ({\displaystyle \varnothing } 1.314 pro Spiel) in die Hallen.
Größte Zuschauerkulisse
5.700 BSG Post Schwerin – SC Leipzig (16. Spieltag)
Niedrigste Zuschauerkulissen
150 SC Dynamo Berlin – SG Lok/Motor Süd-Ost Magdeburg (17. Spieltag)
200 SC Dynamo Berlin – BSG Lokomotive RAW Cottbus (3. Spieltag)
200 SC Empor Rostock – SG Lok/Motor Süd-Ost Magdeburg (22. Spieltag)
| Mannschaft                      | Gesamt | {\displaystyle \varnothing } | Heim   | {\displaystyle \varnothing } | Ausw.  | {\displaystyle \varnothing } |
| ------------------------------- | ------ | ---------------------------- | ------ | ---------------------------- | ------ | ---------------------------- |
| ASK Vorwärts Frankfurt          | 26.500 | 1.205                        | 07.100 | 0645                         | 19.400 | 1.764                        |
| SC Magdeburg                    | 37.200 | 1.691                        | 19.500 | 1.773                        | 17.700 | 1.609                        |
| SC Empor Rostock                | 38.000 | 1.727                        | 22.000 | 2.000                        | 16.000 | 1.455                        |
| SC Leipzig                      | 25.200 | 1.145                        | 07.800 | 0709                         | 17.400 | 1.582                        |
| SC Dynamo Berlin                | 25.900 | 1.177                        | 06.200 | 0564                         | 19.700 | 1.791                        |
| BSG Motor Eisenach              | 25.000 | 1.136                        | 15.500 | 1.409                        | 09.500 | 0864                         |
| BSG Post Schwerin               | 57.000 | 2.591                        | 44.600 | 4.055                        | 12.400 | 1.127                        |
| SG Dynamo Halle-Neustadt        | 21.100 | 0959                         | 09.600 | 0873                         | 11.500 | 1.045                        |
| BSG Wismut Aue                  | 28.200 | 1.282                        | 15.700 | 1.427                        | 12.500 | 1.136                        |
| SG Stahl Brandenburg/Kirchmöser | 22.300 | 1.014                        | 10.800 | 0982                         | 11.500 | 1.045                        |
| BSG Lokomotive RAW Cottbus      | 22.300 | 1.014                        | 07.800 | 0709                         | 14.500 | 1.318                        |
| SG Lok/Motor Süd-Ost Magdeburg  | 17.100 | 0777                         | 06.800 | 0618                         | 10.300 | 0936                         |

## Statistik
In der Oberligasaison 1988/89 wurden 132 Punktspiele ausgetragen, die 173.400 Zuschauer ≈ 1.314 pro Spiel sahen. In diesen fielen 5.711 Tore, das waren ≈ 43 Treffer pro Spiel. Die treffsicherste Mannschaft war Vizemeister SC Magdeburg, dessen Spieler 564-mal trafen. Sie waren auch an der torreichsten Begegnung SC Magdeburg – Wismut Aue beteiligt, das 39:23 endete. Es war auch zugleich das Spiel mit dem höchsten Sieg der Saison. Mit 512 Treffern erhielt die Spielgemeinschaft Lok/Motor SO Magdeburg die meisten Gegentore. Torschützenkönig der Saison wurde Rüdiger Borchardt vom SC Empor Rostock, der 141-mal traf, davon 41 Tore als Siebenmeterschütze. In der Saison wurden 1.125 Siebenmeter gegeben, von denen 818 (≈ 73 %) verwandelt wurden. Herausstellungen (2-Minuten-Zeitstrafe) gab es 989 und wie vor zwei Jahren erhielt Bernd Finke von Stahl Brandenburg/Kirchmöser die meisten (27).

## Meistermannschaft
| ASK Vorwärts Frankfurt          | ASK Vorwärts Frankfurt |
| ------------------------------- | --- |
| Logo vom ASK Vorwärts Frankfurt | Tor: Uwe Kern, Torsten Kostros Feldspieler: Olaf Glase, Maik Handschke, Dirk Hille, Steffen Höhne, Bernd Metzke, Andreas Nagora, Olaf Pleitz, Klaus-Dieter Schulz , Uwe Seidel, Andreas Tam, Rüdiger Traub, Michael Hoffmann, Uwe Rheinsberg Trainer: Dietmar Schmidt und Wilfried Weber |